# Tärnemossatärnen
Tärnemossatärnen är en sjö i Laxå kommun i Västergötland och ingår i Motala ströms huvudavrinningsområde.